# 반젤리스 모우리키스
반젤리스 모우리키스(Vangelis Mourikis)는 그리스의 배우이다.
아테네에서 태어났다.

## 영화
- 슈발리에 (2015년)
- 노르웨이 (2014년)
- 스트라토스 (2014년)
- 윈터 (2013년)
- 텅스텐 (2011년)
- 칼 쓰는 남자 (2010년)
- 아텐버그 (2010년) - 스파이로스 역
- 고문은 멈추지 않는다 (2006년)